# Васильев, Виктор Николаевич (этнограф)

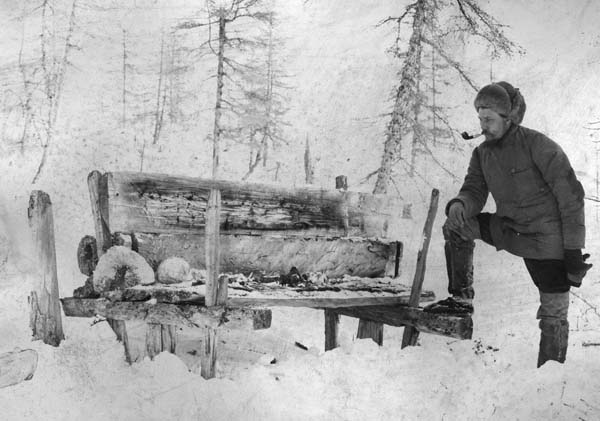
В. Н. Васильев у якутского воздушного захоронения, Красноярская область, 1905

Виктор Николаевич Васильев (10 (22) ноября 1877, Амга — 12 ноября 1931, Ленинград) — российский и советский учёный-этнограф и фольклорист, исследователь культуры народов Севера России.

## Биография
Виктор Николаевич Васильев родился 10 ноября 1877 года (по старому стилю) в Амгинском селении Якутской области Иркутской губернии (ныне село Амга Амгинского улуса) в семье политического ссыльного Н. В. Васильева и местной крестьянки. Начальное образование получил у ссыльного А. Ф. Говорухина. Среди учителей Васильева был и В. Г. Короленко, дававший уроки местным детям в домашней школе в начале 80-х годов, а также политссыльные Надеин и Филиппов.
Когда Виктору было четыре года, умерла его мать, а на одиннадцатом году жизни он потерял и отца, покончившего с собой, и остался сиротой. Живя у деда и бабки с материнской стороны, он посещал уроки в Амгинской церковно-приходской и Якутской миссионерской школе, затем в Якутской духовной семинарии. Не окончив семинарию, в 1898 году Васильев переехал в Иркутск, где давал частные уроки и был внештатным корреспондентом местной газеты «Восточное обозрение».
В 1900 году с целью продолжения образования Васильев отправился сначала в Москву, а оттуда в Санкт-Петербург, где пытался поступить в университет. Без диплома об окончании средней школы это сделать не удалось, и, чтобы заработать на жизнь, Васильев устроился вольнонаёмным работником в Петербургскую Контрольную палату. В 1903 году он был арестован по политическому делу и провёл в предварительном заключении больше года, пока в конце 1904 года делопроизводство не было прекращено.
После выхода из тюрьмы Васильев сумел найти место в составе Хатангской экспедиции И. П. Толмачёва, снаряжавшейся Академией наук и Императорским Русским географическим обществом и покинувшей столицу в январе 1905 года. На него была возложена задача сбора этнографического материала в местах работы экспедиции. Он также выполнял обязанности переводчика с якутского. Участие в экспедиции позволило Васильеву в дальнейшем поступить вольнослушателем в Санкт-Петербургский университет, а затем студентом в Практическую Восточную Академию Императорского общества востоковедения (которую он так и не успел окончить из-за частых экспедиций).
В 1905 году Васильев с Хатангской экспедицией обследовал районы озёр Ессей и Яконда, рек Мойеро (Хатанга) с притоком Котуй и Анабар, собирая этнографические коллекции среди тунгусов, ессейских якутов и долган. В 1906 году из Туруханского края по реке Вилюй он направился в Якутскую область, где четыре месяца продолжал сбор коллекций, а затем по распоряжению Музея антропологии и этнографии направился через Владивосток на Камчатку. После возвращения с Камчатки в конце 1906 года Васильев был зачислен в МАЭ штатным сотрудником. Ему была поручена обработка собранного материала и регистрация коллекций. Результатом экспедиции стал ряд научных статей Васильева, написанных самостоятельно или в соавторстве, в том числе «Угасшая русская культура на дальнем севере», «Экономическое значение Камчатки» и «Шаманский костюм и бубен у якутов», а также записи якутских олонхо и литературные обработки фольклорных произведений. Кроме того, Васильев одним из первых описал мэнерик и эмиряченье — специфические психические расстройства, характерные для сибирских народов.
В 1908 году МАЭ отправил Васильева в новую экспедицию с целью сбора этнографического материала среди карагасов и сойотов. Сбор коллекций вёлся в бассейне рек Бирюса, Уда, Ия и Ока, а также Тесь (на северо-западе Монголии), озёр Косогол и Ильчир, в Тункинском районе, Урянхайском крае и в районе Саян, помимо целевых народностей также были собраны небольшие коллекции среди монголов и тункинских бурятов. После возвращения по рекомендации директора МАЭ Радлова Васильев был откомандирован в Германию, где организовал в Лейпциге частную выставку Александера, на пожертвования которого состоялась экспедиция 1908 года.
С 1910 года В. Н. Васильев — сотрудник Этнографического отдела МАЭ. В том же году он был направлен на Дальний Восток в экспедицию к гилякам. За время продолжавшейся более года экспедиции он обследовал побережье Татарского пролива, российскую часть Сахалина, залив Счастья, Амурский лиман и реку Амур от устья до места впадения Амгуни, устье Амгуни и район озера Орель. Помимо коллекции по гилякам были также собраны коллекции по орокам Сахалина и негидальцам устья Амгуни (последняя — небольшая по объёму). В 1912 году Васильев был откомандирован МАЭ в Северную Японию, где на острове Иезо (Хоккайдо) и на Южном Сахалине собрал большую коллекцию по айнам, в настоящее время представляющую собой основу айнского коллекционного собрания Российского этнографического музея. В следующем году была предпринята короткая экспедиция в Семипалатинскую область для сбора коллекции по быту киргиз-кайсаков.
В ходе мировой войны, когда научные работы были свёрнуты, Васильев был направлен на фронт в составе врачебно-перевязочного отряда. Работал на передовой в Галиции, а затем, с 1916 года и до революции, в Инженерно-строительной дружине Земгора в турецкой Армении.
По окончании войны, узнав, что в Петрограде музейная работа больше не ведётся, Васильев направился в Сибирь. В следующие несколько лет он сменил ряд должностей и мест работы, побывав уполномоченным Центрального комитета по делам о военнопленных; делопроизводителем колчаковского Комитета Северного морского пути (оставшись в этой должности и после прихода в Сибирь Советской власти, сохранившей это учреждение); управделами Правления Объединённых металлургических заводов Ангарского района; управделами Сибирского сельскохозяйственного института; делопроизводителем Сибирского курортного управления и Омского транспортного потребительского общества.
В 1923 году Васильев возглавил этнографический и сельско-хозяйственный (промысловый) отделы Западно-Сибирского краевого музея (Омск), где также занял должность заместителя директора музея. За три с половиной года он провёл большую работу по возрождению и расширению экспозиции музея. Ему было поручено создать новый отдел Революции. В 1926 году он получил предложение Якутской комиссии Академии наук принять участие в организуемой ею Якутской экспедиции. В июне 1926 года уволился из музея и в рамках организации экспедиции вернулся в Ленинград, где узнал о том, что материалы и дневники прошлых экспедиций погибли за время его десятилетнего отсутствия. По соглашению с Якутской комиссией Академии наук он занялся организацией новой долгосрочной экспедиции в Алдано-Майский район Якутии и Аяно-Охотский район Дальневосточного края. В ходе экспедиции Васильевым за более чем два года был обследован обширный район обитания тунгусов, как полуоседлых, так и кочевых. Одновременно со сбором этнографической коллекции по поручению Якутстатотдела он осуществил перепись тунгусского населения этого региона. Эта экспедиция стала последней в его трудовой карьере, в ходе которой он отдал экспедиционной работе 14 лет.
После возвращения из экспедиции Васильев с 1928 года работал в Ленинграде, в Комиссии по изучению Якутской республики, на определённом этапе занимая пост её учёного секретаря. Он вёл обработку собранного среди тунгусов материала, оформляя их в виде монографии. Первая часть была подготовлена к печати до смерти Васильева. В последние несколько месяцев жизни он фактически исполнял обязанности заведующего Сибирским отделом МАЭ, где работал сверхштатно. Он планировал новую, Нижнеленскую, экспедицию, но осущестлению этих планов помешала смерть. В. Н. Васильев умер 12 ноября 1931 года в Ленинграде на 54-м году жизни.

## Оценка работы
Работа Васильева получила высокую оценку современников и более поздних исследователей. Запись якутского олонхо «Куруубай хааннаах Кулун Куллустуур», сделанная в 1906 году, в 1920 году удостоилась похвал создателя якутской письменности С. А. Новгородова, назвавшего её «достойной удивления в отношении верности якутскому синтаксису и превосходящей все другие образцы народной литературы якутов». Младший современник и коллега Васильева, этнограф и фольклорист Г. В. Ксенофонтов называл собранные им материалы по долганам и туруханским якутам «единственно надежным и ценным источником».